# SARS Wars
Pour plus de détails, voir Fiche technique et Distribution.
SARS Wars (en thaï ขุนกระบี่ผีระบาด ; Khun krabi phirabat ; aussi intitulé Bangkok Zombie Crisis) est un film thaïlandais sorti en 2004, réalisé et coscénarisé par Taweewat Wantha dont c'est le premier long-métrage. Il est considéré comme un ovni cinématographique.
Le titre peut laisser penser que le film est un clone asiatique de Star Wars de George Lucas, l'affiche thaïlandaise le laissant d'autant plus croire qu'un personnage arbore un sabre laser. SARS War se situe en réalité dans l'univers des jeux vidéo et film de zombies nouvelle génération comme Resident Evil.

## Le film

### Résumé
L'histoire débute avec une conférence d'une ministre thaïlandaise s’exprimant face à la presse. La ministre (Noawarat Yooktanun) clame haut et fort que le virus SARS niveau de virulence 4, qui a dévasté le monde, ne passera pas en Thaïlande.
Le générique de début nous invite dans une espèce de dessin animé à la japonaise montrant un maître et son disciple combattre à l’épée des morts-vivants.

## Fiche technique
- Titre : SARS Wars
- Titre original : ขุนกระบี่ผีระบาด (Khun krabii hiiroh)
- Réalisateur : Taweewat Wantha
- Costumes : Ardish Yiamchawee et Poonsup Bualieng
- Photographie : Gharuay Thanaplum
- Production : Akaradech Maneeploypech, Pracha Maleenont, Brian L. Marcar et Adirek Wattaleela
- Sociétés de distribution : Chalermthai Studio et Discotek Media
- Pays : Thaïlande
- Langue : thaïlandais
- Genre : Comédie horrifique, action et science-fiction
- Durée : 95 minutes
- Date de sortie : 2004
- Sortie en France en Dvd : 2007[2]

## Distribution[3]
- Suthep Po-ngam  : Maître Thep
- Supakorn Kitsuwon  : Khun Krabii
- Phintusuda Tunphairao : Liu
- Lene Christensen : Dr. Diana
- Andrew Biggs : Bryan Thompson, le 1er Zombie
- Naowarat Yuktanan : La Ministre Ratsuda
- Somlek Sakdikul : Yai
- Boriwat Yuto : Party Boy, le D.J.
- Peud Blackcat : Pued

## Source d'inspiration et influence

### Les inspirations de fait réel
Le SARS en anglais (plus précisément le SARS-CoV-1 ou SARS-CoV-Urbani du nom de son découvreur) ou Sras en français est un virus de pneumonie infectieuse qui fit son apparition en février 2003 dans un hôpital d'Hanoi au Viêt Nam. Très vite, l'épidémie a touché fortement Hong Kong et la Chine continentale, puis Singapour. Si la propagation du virus finit par être maîtrisée seulement quelques mois plus tard, la population asiatique reste profondément choquée par cette maladie.
À Hong Kong, l'industrie cinématographique met rapidement en chantier de nombreuses productions autour de la terrible épidémie, majoritairement à vocation documentaire ou préventive. Une collection 1:99, qui recoupe une compilation de courts métrages réalisés entre autres par Tsui Hark, Stephen Chow, Johnnie To ou Fruit Chan, dont les bénéfices ont été reversés aux victimes du Sars.
Taweewat Wantha prend le contre pied des autres réalisateurs qui rendent hommages aux victimes de ce virus : il préfère utiliser ce virus comme base de départ pour son film de zombie comico-gore.

### Les influences cinématographiques
Les influences cinématographiques sont nombreuses : outre le titre qui fait référence à Star Wars, le film s'inspire d'œuvres telles que Matrix, Braindead, Mad Max, Tremors, la série Démons et Démons 2 de Lamberto Bava. Il y a inévitablement des références au cinéma local, plus particulièrement aux comédies thaïlandaises.
Un hommage parodique est rendu au Japon puisque l'héroïne porte tout au long du film une tenue d'écolière japonaise.

## L'édition DVD
Sars War est sorti directement en DVD chez Asian Star en 2006 en version française et en version originale sous-titrée.